# Ethiopica leucostigmata
Ethiopica leucostigmata är en fjärilsart som beskrevs av Bethune-Baker 1911. Ethiopica leucostigmata ingår i släktet Ethiopica och familjen nattflyn. Inga underarter finns listade i Catalogue of Life.